# Cadence (película)
Cadence es una película estadounidense de 1990 dirigida por Martin Sheen, e interpretada por Charlie Sheen, Martin Sheen y Ramon Estevez. La película está basada en una novela de Gordon Weaver.

## Argumento
La historia gira en torno a Franklin Bean, un joven soldado indisciplinado que es sentenciado a 90 días de reclusión por agredir ebrio a un policía militar en su base en Alemania Occidental en la década de 1960.
Es encerrado junto a cuatro soldados negros con los que tendrá que convivir, soldados negros racistas antiblancos 

## Elenco
- Charlie Sheen como soldado Bean
- Martin Sheen como sgt. McKinney
- Ramon Estevez como cabo Gessner
- James Marshall como cabo Lamar
- Laurence Fishburne como cabo Stokes
- Harry Stewart como soldado Crane "Sweetbread"
- Michael Beach como soldado Webb
- John Toles-Bey como soldado Lawrence
- Blu Mankuma  como soldado Bryce "Spoonman"
- F. Murray Abraham como capt. Ramón García (no acreditado)